# 1952 Hesburgh
1952 Hesburgh este un asteroid din centura principală, descoperit pe 3 mai 1951.